# Colom bru de Mindanao
El colom bru de Mindanao (Phapitreron brunneiceps) és una espècie d'ocell de la família dels colúmbids (Columbidae) que habita la selva humida de Mindanao i Basilan, a les Filipines.